# Урейлит

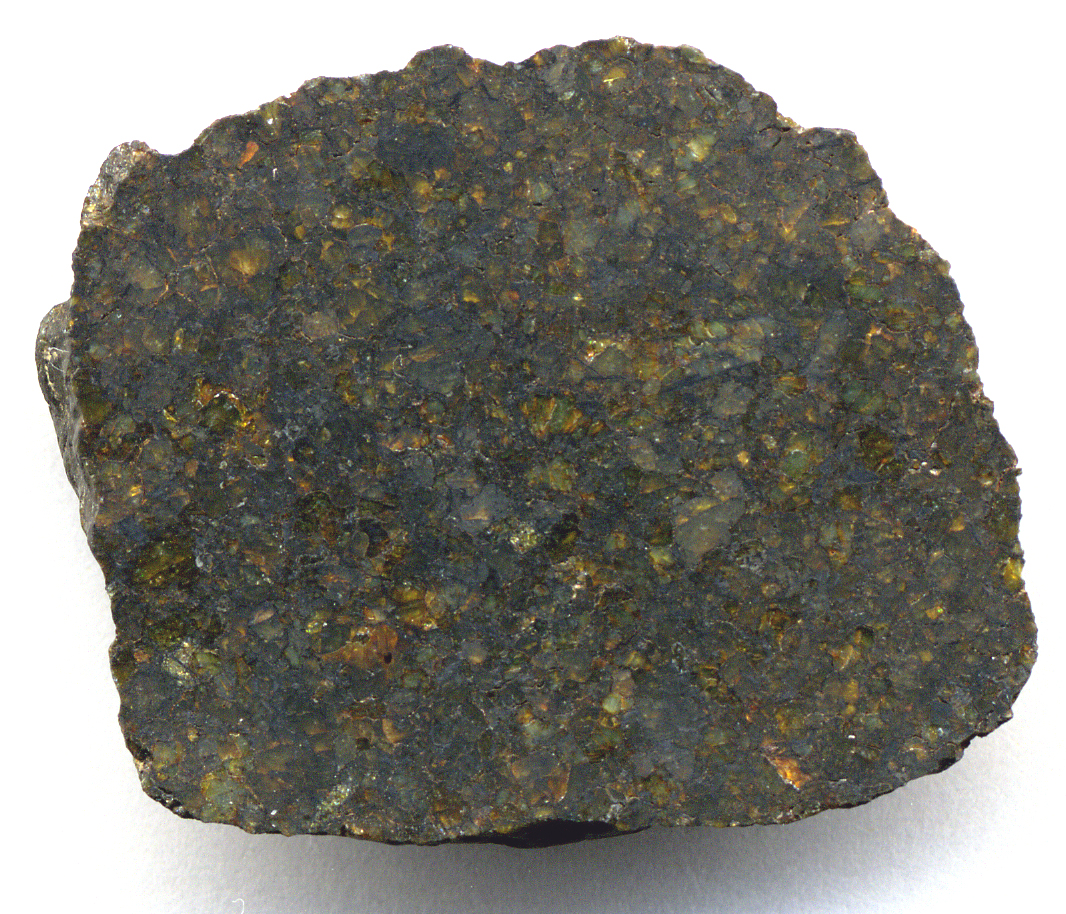
Метеорит NWA 4231, относящийся к урейлитам

Урейлиты — редкий тип каменных метеоритов, который имеет уникальный минералогический состав, очень отличающийся от других каменных метеоритов. Такие тёмно-серые или коричневатого цвета метеориты названы в честь деревни Новый Урей Пензенской губернии (ныне Мордовия, Россия), где метеорит такого типа упал 4 сентября 1886 года.
Кроме «Novo Urei», к урейлитам также относится и «Goalpara» (назван по индийскому городу Гоалпара, где он упал). 7 октября 2008 года небольшой (размером 3—5 м) метеороид «2008 TC3» вошёл в атмосферу Земли и взорвался примерно на высоте 37 км (23 миль) над Нубийской пустыней в Судане. Фрагменты этого метеороида были обнаружены в декабре того же года и были признаны урейлитами. Исследователи обнаружили в веществе метеороида «2008 TC3» аминокислоты, строительные блоки жизни, которые сохранились, несмотря на высокую температуру поднявшуюся в результате взрыва до 1000 °С.

## Состав
Техническое название урейлитов — оливин-пижонит ахондрит. По сравнению с большинством других метеоритов, урейлиты, как правило, имеют высокий процент углерода (в среднем 3 % по массе) в виде графита и наноалмазов. Алмазы, которые редко больше, чем несколько микрометров в диаметре, вероятно являются результатом ударных волн высокого давления, производимых при столкновении родительского тела с другими астероидами. Урейлиты можно разделить на две подкатегории: мономиктовые и полимиктовые. Мономиктовые урейлиты крупнозернистые с обычно более высоким содержанием оливина, чем пироксена. Полимиктовые урейлиты представляют собой смесь кластов разнородного состава.

## Происхождение
Происхождение урейлитов достоверно неизвестно. Некоторые группы метеоритов происходят из одного объекта (то есть Марс, Луна, (4) Веста), но пока не удалось обнаружить родительского тела для урейлитов. До падения на Землю, «2008 TC3» был идентифицирован как астероид класса F.
Согласно одной из теорий, урейлиты были сформированы внутри родительского тела с кумулятивными кристаллами, которые формируются в кристаллические слои. В пользу этой теории говорит то, что в некоторых урейлитах зёрна выравниваются в предпочтительной ориентации. Иное предложение состоит в том, что урейлиты представляют собой остаток расплавленных материалов. Другие теории утверждают, что урейлиты являются непереработанным материалом, который никогда не расплавлялся, или, что они представляют собой смеси углеродистого хондрита и базальтовых расплавов горных пород. Остается неясным, возникли ли урейлиты на разных родительских телах или в различных регионах одного тела. Присутствие алмазов, которые могут образовываться из графита в результате тяжелого ударного метаморфизма, намекает на историю сильного удара. Напротив, исследование в 2018 году алмазных включений в «2008 TC3» показало, что они могли образоваться только в течение относительно длительного периода времени при очень высоком давлении, при предположении, что «родительское тело урейлита было протопланетой размером от Меркурия до Марса».